# Hermes Celestino González Flores
Hermes Celestino González Flores, conegut com a Hermes González, (Asunción, 6 d'abril de 1935) fou un futbolista paraguaià de la dècada de 1950.

## Trajectòria
Jugava a la posició d'extrem dret. Va fitxar pel FC Barcelona l'any 1957, procedent del Club Libertatd d'Asunción, on amb 16 anys ja jugava al primer equip. Disputà més de 40 partits amb el primer equip, dels quals només 5 foren oficials, 4 de lliga i un de Copa de Fires. Guanyà una Lliga (1959), una Copa del Generalísimo (1959) i una Copa de Fires (1958). A continuació jugà tres temporades al Reial Oviedo a bon nivell.
Fou internacional amb el Paraguai, participant en els campionats sud-americans de 1955 i 1956. Amb només 27 anys abandonà el futbol per problemes físics.

## Palmarès
- Copa de Fires:
  - 1958
- Lliga espanyola:
  - 1958-59
- Copa espanyola:
  - 1958-59